# 後藤智香
後藤 智香（ごとう ちか、1994年10月26日 - ）は、日本の女性プロレスラー、グラビアアイドル。東京都荒川区出身。マリーゴールド所属。血液型A型。

## 所属
- Actwres girl'Z（2022年 - 2024年）
- マリーゴールド（2024年 - ）

## 来歴
実家は荒川区西尾久にある居酒屋「うまいっ処 後とう」。
高校卒業後、22歳までは介護士とウェディングプランナーをしていたが、そこから演劇の世界に足を踏み入れ、さらに以前から興味のあったグラビアに進出。転機となったのは2021年、「ミスFLASH2022」にエントリー。1stステージを3位通過しセミファイナルステージに進むと、8月にはファイナリストの15名に残る（この時セミファイナルを1位通過したのが、スターダムに参戦し始めたばかりの桜井麻衣である）。結局ミスFLASHの3名には選ばれなかったが、更なるステップアップを目指していたところへ、舞台の共演者や坂口敬二代表に勧誘されアクトレスガールズに入団し、2022年8月12日の後楽園ホール公演でリングデビューする。
デビュー後は澄川菜摘率いるユニット「The Royal」に所属し、同じく長身（170cm）の皇希とのタッグチーム「ロイヤルツインタワー」で活躍。2024年4月14日の新木場1stRING公演では澄川菜摘の持つAWGシングル王座に挑戦するが、その日のうちに風香アドバイザーや澄川菜摘ら5選手とともにアクトレスガールズを退団。翌4月15日、新団体「マリーゴールド」の旗揚げ記者会見の終盤に退団した6選手が現れ旗揚げ戦への参戦を訴える。4月30日の会見でマリーゴールドに正式入団。
2024年5月20日、後楽園ホールで行われた旗揚げ戦「Marigold Fields Forever」のセミファイナルで皇希改め天麗皇希と組み、澄川菜摘改め翔月なつみ&松井珠紗組とのタッグマッチでプロレスデビューし、天麗が松井をフォールし白星デビューを飾った。
7月2日に天麗とのタッグチーム名を「tWin toWer」に改めた。

## 得意技
ジャイアントスイング
ヒップアタック
GCS（ゴチカ・チョーク・スラム）

## 入場曲
- せーの!!!（中村"Anija"隆宏）